# كفر قليل
كفر قليل هي بلدة فلسطينية تقع إلى الجنوب من مدينة نابلس وتبعد عنها 4.30 كم على ارتفاع 537 متر فوق سطح البحر. تبلغ مساحة قرية كفر قليل حوالي 2,194 دونم. يحدها من الشرق و الشمال مدينة نابلس، ومن الغرب والجنوب بورين.

## التسمية
كفر قليل هي كلمة سريانية حيث كلمة كفر تعني الحصن المنيع وكلمة قليل تعني القلة.

## السكان
بلغ عدد سكان قرية كفر قليل حسب الجهاز المركزي للإحصاء الفلسطيني في عام 2917، حوالي 2,414 نسمة، منهم 1,216 نسمة من الذكور، و 1,198 نسمة من الإناث، ويبلغ عدد الأسر 423 أسرة، وعدد الوحدات السكنية 475 وحدة.
يوجد في القرية ثلاث حمولات «منصور والعامر والذياب» بينما لكل حمولة أفخاد وفروع عائلية. ويبلغ عدد سكان القرية حوالي 5000 نسمة وقدمت القرية أكثر من 25 شهيدآ منذ الاحتلال البريطاني لفلسطين.

### أعلام بارزون
- سعد صايل

## المؤسسات والخدمات
وتضم القرية عدد من المؤسسات والفعاليات مثل الجمعية الخيرية التي أسست عام 1986 والنادي الرياضي الثقافي الذي أسس عام 1996، ويوجد في القرية ثلاثة مدارس للذكور والأناث.